# Dark Princess
Dark Princess é uma banda russa de gothic-metal de Moscovo e formada em 2004.

## História
O album de estréia Without You foi lançado em 2005. As músicas deste álbum foram escritas por Mikhail Karasyov e Mikhail Guzz que eram da banda Forgive-Me-Not. Também em 2005 a banda lançou uma demo, Stop My Heart, que incluía a música "Without You". 
Em 2006, foi lançado um álbum completo chamado Stop My Heart.
Em 2007, a banda lançou o seu terceiro álbum, The Brutal Game. Desde 2008, os álbuns são distribuídos pela Central and Western Europe. 
Em 2008, um CD duplo foi incluído na revista de heavy metal EMP que eram os dois primeiros álbuns da banda, Without You e Stop My Heart. Neste mesmo ano, a banda participou da etapa eliminatória do Eurovision Song Contest.
Em fevereiro de 2008, Romanova, alegando problemas pessoais, deixou a banda, e foi substituída por Natalia Terekhova. 
Em abril de 2012, a banda lançou um novo álbum, The World I've Lost. Depois do lançamento, o baterista Denis Stekanov deixou a banda por razões desconhecidas.

## Membros
- Stanislav Fatyanov baixista; desde 2004
- Kirill Fyodorov baterista; desde 2012
- Ilya Klokov guitarrista; desde 2004
- Aleksandr Lubimov guitarrista base e vocalista; desde 2004
- Natalia Terekhova vocalista; desde 2008
- Stepan Zujev tecladista e vocalista; desde 2004

## Membros antigos
- Olga Romanova. vocalista de 2004 a 2008;
- Denis Stekanov, baterista de 2004 a 2012.

## Discografia
- Without You (2005)
- Stop My Heart (2006)
- Жестокая игра (2007)
- The World I've Lost (2012)